# Ceyreste
Ceyreste ist eine französische Gemeinde mit 4847 Einwohnern (Stand 1. Januar 2022) im Département Bouches-du-Rhône in der Region Provence-Alpes-Côte d’Azur; sie gehört zum Arrondissement Marseille und zum Kanton La Ciotat. Ceyreste liegt oberhalb von La Ciotat.
Nachbargemeinden von Ceyreste sind La Ciotat im Süden, Roquefort-la-Bédoule im Norden, Cassis im Westen und La Cadière-d’Azur im Osten.

## Bevölkerungsentwicklung
- 1962: 1298
- 1968: 1581
- 1975: 2037
- 1982: 2544
- 1990: 3004
- 1999: 3634
- 2008: 4130
- 2016: 4539

## Persönlichkeiten
- Jean-Claude Izzo (1945–2000), Schriftsteller, lebte in Ceyreste

## Sehenswürdigkeiten
- Pfarrkirche aus dem 12. Jahrhundert
- Römischer Brunnen im Ortszentrum
- Ruinen einer mittelalterlichen Burg im Ortszentrum